# إليزابيث إيدي (صحفية)
إليزابيث إيدي (بالنرويجية: Elisabeth Eide) (22 يوليو 1950، برغن في النرويج)؛ صحفية وروائية نرويجية.

## روابط خارجية
- إليزابيث إيدي على موقع IMDb (الإنجليزية)